# Луч (конструкторське бюро)
Державне підприємство Державне Київське конструкторське бюро «ЛУЧ» — підприємство обронно-промислового комплексу України, один з провідних розробників авіаційного та протитанкового озброєння України.
Виробляє ПТРК «Стугна-П», ПКР «Нептун».

## Історія
1964–1965 рр. — створено дослідно-конструкторське бюро ДКБ-485, як основний розробник в СРСР автоматизованих систем контролю та діагностики спеціальної авіаційної техніки.
1967 р. — ДКБ-485 отримало власну новозбудовану будівлю, яку будували в тому числі й безпосередньо інженери та інші працівники конструкторського бюро.
1975 р. — ДКБ-485 перейменовано у Київське конструкторське бюро «Луч» (БКК «Луч»).
1992 р. — БКК «Луч» перейменовано в Державне Київське конструкторське бюро «Луч» (ДержККБ «Луч»).
2004 р. — ДержККБ «Луч» перейменовано у Державне підприємство «Державне Київське конструкторське бюро „Луч”» (ДП «ДержККБ „Луч”»).
Підприємством розроблено та передано у виробництво понад 40 типів складних наукомістких виробів, у тому числі автоматизованих і автоматичних систем контролю та діагностики авіаційних засобів ураження, блоків електричних рульових приводів, інших систем і агрегатів високоточної зброї, а також систем контролю і управління технологічними процесами в промисловості, складної медичної техніки і товарів народного споживання. Продукція, розроблена ДП «ДержККБ „Луч“», успішно експлуатується як в Україні, так і в багатьох країнах світу.
До основних розробок ДП «ДержККБ „Луч“» належать:
- 1965 р. — розроблені та передані у виробництво рухома позиція попередньої підготовки ППП-3СМ (з розташуванням на шасі автомобіля УАЗ) з ручним керуванням контролю ракет класу «повітря-повітря» і рухома позиція попередньої підготовки до застосування ППП-3САМ з автоматичною системою контролю ракет, як базова система для створення наступних автоматичних систем контролю ракет для ВПС і ВМФ.
- 1965–1969 рр. — створені і введені в експлуатацію системи автоматичного контролю САК-46 для контролю авіаційних ракет і автоматична контрольно-випробувальна рухома станція АКИПС-80 для контролю протичовнових ракет. Зазначені розробки визнані Державними комісіями в Радянському Союзі першими автоматичними системами контролю.
- 1968–1972 рр. — розроблений і запущений у виробництво комплекс «Інгул» (з розташуванням на шасі автомобіля ГАЗ-66) для підготовки до застосування та технічного обслуговування 9 типів авіаційних ракет.
- 1968–1977 рр. — розроблені та передані у виробництво автоматичні контрольно-випробувальні рухомі станції:
  - АКИПС-125 для контролю підводних ракет;
  - АКИПС-4У для контролю протичовнових ракет;
  - АКИПС-4У1 для контролю торпед.
- 1969–1977 рр. — розроблений і запущений у виробництво комплекс «Трубіж» для підготовки до застосування та технічного обслуговування 12 типів авіаційних ракет.
- 1975–1977 рр. — створено реєстратор поточної інформації для військових літаків.
- 1977–1980 рр. — розроблені та передані у виробництво комплекси «Інгул-А» і «Трубіж-А» з використанням модульного (контейнерного) принципу побудови апаратури для підготовки та контролю 26 типів ракет і керованих авіаційних бомб («Інгул-А»), 18 типів ракет («Трубіж-А»).
- 1978–1989 рр. — розроблені та впроваджені у виробництво автоматичні контрольно-випробувальні рухомі станції АКИПС-1 і АКИПС-3.2 для контролю авіаційних протичовнових ракет.

Всі перераховані станції були прийняті на озброєння ЗС Радянського Союзу та ряду зарубіжних країн.
- 1981–1983 рр. — розроблений і переданий у виробництво багатофункціональний агрегатний комплекс «Гурт», замість більш ранніх комплексів «Інгул» та «Трубіж», який забезпечує підготовку більш ніж 40 типів ракет різних модифікацій.

Крім розробки нових зразків техніки ДП «ДержККБ „Луч“» активно займається модернізацією та продовженням ресурсу існуючої техніки.
Відповідними спільними рішеннями міністерств України ДП «ДержККБ „Луч“» визначено Головним підприємством України з ведення та координації робіт щодо продовження призначених ресурсу та терміну служби авіаційних, зенітних ракет, мінно-торпедної зброї, комплексів «Інгул» та «Гурт», а також станцій АКИПС.
З 1979 р. ДП «ДержККБ „Луч“» розробляє та виготовляє блоки слідкуючих електричних рульових приводів систем управління авіаційних, зенітних ракет і торпед. Розроблено більше десяти рульових відсіків з електричними приводами для виробів різних класів, які за своїми характеристиками не поступаються найкращим світовим аналогам.
Так, наприклад, в 1986 р. був створений блок слідкуючих електричних рульових приводів для авіаційної ракети з решітчастими рулями класу «повітря-повітря» Р-77. На базі створених в Україні за останнє десятиліття компактних безколекторних електродвигунів ДП «ДержККБ „Луч“» розроблені та виготовляються ряд малогабаритних блоків слідкуючих електричних рульових приводів для керованих танкових ракет. Приводи входять до складу розроблених і виготовлених ДП «ДержККБ „Луч“» цифрових систем управління, які забезпечують точне наведення снарядів і ракет. Приводи забезпечують високі точності, мають підвищену перешкодозахищеність і витримують перевантаження, які виникають під час стрільби з гармат.
З 2002 р. ДП «ДержККБ „Луч“» постачає (замість комплексу «Гурт») комплекс «Гурт-M», який забезпечує:
- Контроль та підготовку до застосування більше 50 різних модифікацій авіаційних ракет і коригованих авіаційних бомб;
- Вихідний контроль ракет на заводах-виробниках;
- Діагностування несправностей під час ремонту ракет;
- Прогнозування технічного стану ракет при продовженні терміну їх служби.

В 2013 р. розпочинається випробування ПТРК «Корсар».

### Російсько-українська війна
Станом на 2018 рік підприємство виготовляло близько шести тисяч різних ракет на рік.
8 жовтня 2019 року на виставці Зброя та безпека—2019 бюро представило проєкт ракети РК-10. Ця ракета може використовуватися як в протитанковій, так і в зенітній версії.
6 листопада 2020 року у приміщенні ДП «Жулянський машинобудівний завод „ВІЗАР“» було представлено проєкт українського ударного БПЛА Сокіл-300, який вже в лютому 2021 року був представлений на міжнародній виставці IDEX-2021 в ОАЕ.
У 2021 році підприємство представило проєкти двох авіаційних ракет класу «повітря-повітря»: середньої дальності УП-277 з активною радіолокаційною головкою самонаведення та високоманеврову перспективну ракету ближнього повітряного бою з інфрачервоною головкою самонаведення. Ця ракета — більш сучасний аналог радянської ракети Р-77.
КБ не отримало держзамовлення на 2022 рік, це сталось вперше з 2014 року.
27 лютого 2022 року з території Білорусі були запущені ракети «Іскандер». Окупанти знищили базу зберігання ракет КБ «Луч».
Разом з тим, в КБ «Луч» повідомили, що вони встигли передати українським військовим всю продукцію, підготовлену на експорт. А саме, дослівно: «Десятки комплексів „Скіф“ та „Корсар“, які мали бути поставлені інозамовникам, вже передані та успішно використовуються захисниками України».

## Підприємство
В даний час ДП «ДержККБ „Луч“» є Головним підприємством з розробки принципово нової для України спеціальної військової техніки. Затверджена розроблена ДП «ДержККБ „Луч“» комплексна програма зі створення названої техніки, яка передбачає участь понад 30 підприємств України.
Поряд зі створенням нових зразків військової техніки, використовуючи накопичений досвід і передові технології, ДП «ДержККБ „Луч“» розроблено цілий ряд виробів медичної техніки, побутових приладів та пристроїв, більше 20 видів товарів народного вжитку.
ДП «ДержККБ „Луч“» значну увагу приділяє науково-технічному розвитку підприємства. За рахунок власних коштів проводяться розробки перспективних виробів, модернізується обладнання, запроваджуються нові технологічні процеси.
Працівниками ДП «ДержККБ „Луч“» захищено 2 докторські та 26 кандидатських дисертацій, опубліковано більше 1000 наукових статей, отримано понад 300 авторських свідоцтв та патентів на винаходи.
За досягнуті успіхи у створенні нових зразків техніки більше 100 робітників підприємства нагороджені орденами, медалями, іншими почесними званнями.
Одна з останніх розробок ДП «ДержККБ „Луч“» удостоєна Державної премії України в галузі науки і техніки.

### Міжнародна співпраця
Підприємство плідно співпрацює з закордонними підприємствами. Зокрема на міжнародному салоні озброєння і військової техніки Eurosatory-2014 разом з канадською компанією STREIT Group продемонстрували БТРи з озброєнням розробленим на КБ Луч.
Наприкінці 2020 року стало відомо, що турецька оборонна компанія ASELSAN уклала угоду з неназваним іноземним замовником на 38,2 млн дол, співвиконавцем якої, стануть українські підприємства. На фото, яким проілюстровано повідомлення, зображено бойовий модуль Serdar та українську протитанкову керовану 130 мм ракету РК-2 розробки КБ «Луч» (див. ПТРК «Скіф» та «Стугна-П»).
З 25 по 28 липня 2023 року на виставці IDEF-2023 у Стамбулі турецька компанія Best Grup продемонструвала свій бойовий модуль Koralp 12.7 Dual UKSS, модифікований для використання ракет від ДП «ДержККБ „Луч“».

### Сертифікація
В ДП «ДержККБ „Луч“» впроваджено систему менеджменту якості відповідно до вимог Міжнародного стандарту ISO 9001:2015.

## Керівництво
- (з 1965) — Вігман Борис Абрамович;
- (до жовтня 1978) — Дунаєв Борис Борисович;
- (з 1978 до 1992) — Горовий Анатолій Олександрович;
- (з 1992 до 2003) — Семенов Леонід Антонович;
- (з 2003) — Коростельов Олег Петрович.

## Цікаві факти
- Назва конструкторського бюро «Луч» походить від назви сімейства спеціалізованих цифрових обчислювальних машин «Луч» які були створені та серійно випускалися конструкторським бюро, назва яких в свою чергу є абревіатурою від рос. логическая управляющая часть, досл. «логічна керуюча частина», що відображало функціональне призначення цих пристроїв. Через це назва ДП «ДержККБ „Луч“» етимологічно пов'язана з термінами «логіка» і «керування», а не з рос. луч, досл. «промінь».
- Велика літера «Л» у назві конструкторського бюро стала основою товарного знаку конструкторського бюро.
- Неофіційним маскотом конструкторського бюро був «напівпровідниковий Транзистор під руку з її Величністю пані Лопатою», який вміщували у випусках стінгазети «Автомат».